# Massoud Hossaini
Massoud Hossaini est un photographe photojournaliste afghan né à Kaboul le 10 décembre 1981.
Il a obtenu un Prix Pulitzer de la photographie d'actualité en 2012.

## Biographie
Massoud Hossaini est né sous l'occupation soviétique et sa famille a du fuir son pays vers l'Iran. Il est formé à la photographie dans le cadre de l’association Aina à Kaboul, une ONG fondée par Reza et Manoocher Deghati, qui permet à des Afghans, femmes et hommes, d’être formés aux médias afin de pouvoir documenter sur l’histoire de leur pays,. 
Il travaille pour l'Agence France-Presse depuis 2007. 
Il a notamment photographié une scène d'attentat le 6 décembre 2011 à Kaboul, qui fit 80 morts et au cours duquel il fut lui-même blessé. Sa photo de Tarana, une fillette afghane en pleurs, après un attentat suicide dans la capitale afghane le 6 décembre 2011 a obtenu le Prix Pulitzer de la photographie d'actualité en 2012.
Massoud Hossaini est marié avec la photographe afghanne Farzana Wahidy, passée comme lui par les formations prodiguées par l'ONG Aina et entrée également à l’Agence France-Presse (AFP). Ils ont tous deux créé l’Association des photographes d’Afghanistan (APA).
Photographe resté très engagé sur le terrain afghan et témoin de premier plan, Massoud Hossaini a vécu et constaté l'intensification de la violence de la part des talibans au fur et à mesure que les troupes américaines désertaient le pays,.
Le dimanche 15 août 2021, alors que les troupes talibanes investissaient la capital Kaboul, Massoud Hossaini a pu s'embarquer dans l'un des derniers vols réguliers pour fuir une mort certaine car devenu une cible prioritaire des nouveaux maîtres du pays. Il est aujourd'hui réfugié aux Pays-Bas, et invite les pays occidentaux à ne pas se montrer dupes des discours tenus par les islamistes radicaux aujourd'hui au pouvoir.

## Prix et récompenses
- 2012 : Prix Pulitzer de la photographie d'actualité, Breaking news photography[8]
- 2012 : World Press Photo, Spot news, 2e prix, singles[9]
- 2012 : Pictures of the Year International[10]